# Відродження (роман)
«Відродження» (англ. Revival) — роман-фентезі американського письменника  Стівена Кінга, вийшов у 2014 році.
Кінг вперше згадав про роман 20 червня 2013 року під час відеочату з фанатами в рамках реклами майбутнього серіалу «Під куполом». Під час розмови Кінг заявив, що на півдорозі до написання свого наступного роману «Відродження».
Роман опублікований англійською мовою 11 листопада 2014 видавництвом Scribner. Українською вийшов у березні 2015 у перекладі Олени Любенко у Книжковому клубі «Клуб сімейного дозвілля».

## Сюжет
Маленький Джеймі грався своїми солдатиками, коли відчув, що на нього впала чиясь тінь… Це був новий пастор Чарльз Джейкобз. Хлопчик іще не знав, що того дня тінь Джейкобза впала на все його життя... Невдовзі у страшній аварії загинула родина пастора, і той прокляв Бога та покинув містечко. Але кілька років по тому доля знову звела цих двох, і колишній священик урятував життя Джеймі. Прийшовши до тями, хлопець відчув: сталося щось непоправне — але що? І чому йому тепер сняться мертві дружина й син пастора? Джеймі не полишає відчуття, що він на межі катастрофи...

## Переклад українською
Вперше переклад українською з'явився у 2015 році у видавництві КСД у перекладі Олени Любенко.